# Almlundmätare
Almlundmätare (Venusia blomeri) är en fjärilsart som beskrevs av John Curtis 1832. Almlundmätare ingår i släktet Venusia och familjen mätare, Geometridae. Arten är reproducerande i Sverige. En underart finns listad i Catalogue of Life, Venusia blomeri euchloe Bryk, 1948. 